# Ше (Приморски Шарант)
Ше (фр. Chay) насеље је и општина у западној Француској у региону Поату-Шарант, у департману Приморски Шарант која припада префектури Сент.
По подацима из 2011. године у општини је живело 728 становника, а густина насељености је износила 60,62 становника/km². Општина се простире на површини од 12,01 km². Налази се на средњој надморској висини од 18 метара (максималној 21 m, а минималној 2 m).

## Демографија
| 1962. | 1968. | 1975. | 1982. | 1990. | 1999. | 2011. |
| ----- | ----- | ----- | ----- | ----- | ----- | ----- |
| 382   | 387   | 374   | 450   | 529   | 562   | 728   |

График промене броја становника у току последњих година